# Hardcore (film)
Hardcore är en grekisk film. Den hade biopremiär 2004.

## Rollista (i urval)
- Dimitris Liolios
- Andreas Marianos
- Konstadinos Markoulakis
- Ioannis Papazisis
- Omiros Poulakis
- Pigi Roumani
- Venia Roumani
- Danai Skiadi
- Yannis Stankoglou
- Yannis Stefopoulos
- Katerina Tsavalou